# Signaltrupper

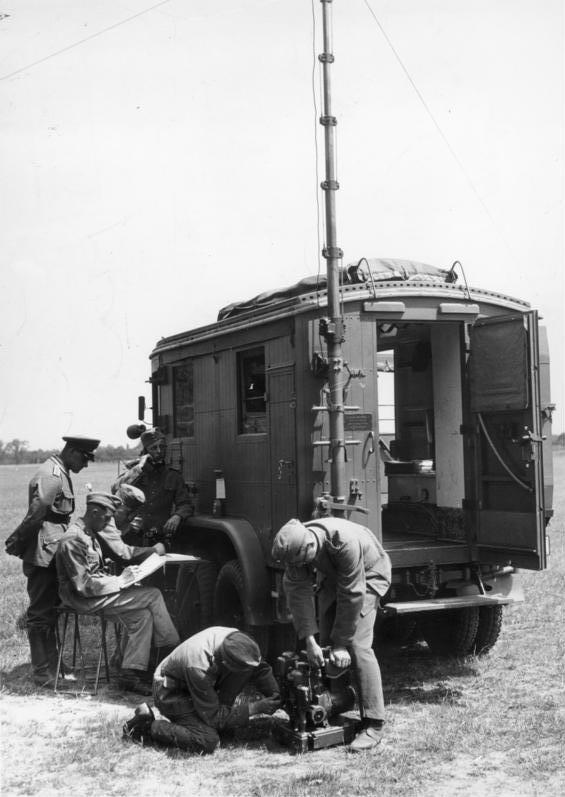
Tyska signaltrupper upprättar radiostation vid en manöver 1935.

Signaltrupper (Signal Corps) är det truppslag inom en armé som ansvarar för sambandstjänst mellan militära förband, och i vissa länder psykologisk krigföring, telekrig samt informationstjänst och informationshantering. 
Många länder har signaltrupper, vars huvudsakliga funktion oftast är kommunikation och ledning (i modern tid, oftast genom radio, telefon eller digitala system).
Inom ett förband utövas sambandstjänsten av förbandets egen signalpersonal.